# Joe Satriani
Joseph 'Joe' Satriani (født 15. juli 1956 i Westbury, New York) er en instrumental guitarist. Han anses at være blandt de teknisk dygtigste el-guitarister. Satriani er tydeligt inspireret af Ritchie Blackmore, Jimi Hendrix, Jimmy Page og Jeff Beck.

## Biblografi

### 1970 til '92
Joe Satriani blev inspireret til at spille guitar i en alder af fjorten år, da Jimi Hendrix døde i 1970. Han fortæller at han hørte i nyheden under (amerikansk) fodboldtræning, hvorefter han konfronterede sin træner og meddelte, at han ville stoppe og i stedet blive guitarist. 
I 1974 studerede Satriani musik med jazz guitaristen Billy Bauer og den legendariske jazzpianist Lennie Tristano. Den teknisk krævende Tristano påvirkede i høj grad Satrianis spillestil. Tristano afskyede enhver form for musik, som lød som en teknisk øvelse, derved pressede han Satriani til at tænke kreativt. Yderligere havde Tristano en ubøjelig regel; perfektion før hurtighed! Satriani indrømmer, at mange af hans timer hos læremesteren, endte med en enkelt forkert spillet tone, hvorefter han blev sendt hjem for at øve sig igen.
Satriani begyndte at undervise guitar med sin mest bemærkelsesværdige elev på det tidspunkt, nemlig Steve Vai. Steve Vai havde aldrig modtaget undervisning i guitar før sit møde med Satriani. Han dukkede op hjemme hos Joe med en spansk guitar i den ene hånd og et sæt strenge i den anden. Mens Satriani underviste Vai, studerede han musik på ”Five Town College” i New York.
I 1978 flyttede Satriani til Berkeley i Californien for at forfølge drømmen om en musikkarriere. Kort efter ankomsten i Californien, genoptog han undervisningen. Hans elever inkluderede fortsat Steve Vai, men nu også folk som Kirk Hammett fra Metallica, David Bryson fra Counting Crows, Kevin Cadogan fra Third Eye Blind, Larry LaLonde fra Primus / Possessed, Alex Skolnick fra Testamente, Rick Hunolt fra Exodus, Phil Kettner af Lääz Rockit, Geoff Tyson af T-Ride, Charlie Hunter og David Torino.
Satriani begyndte at spille i et band fra San Franciscos Bay Area kaldet ”The Squares”, med Jeff Campitelli (tr) og Andy Millman (bs). Her fortsatte han med at udvide sit netværk og sine eksperimenter i nye musikalske sammenhænge, bl.a. med John Cuniberti, The Squares lydmand, som senere har produceret adskillige af Satrianis albums. Joes ry som ekstravagant guitarist førte til en invitation til at deltage i ”Greg Kihn Band”, som var for nedadgående karrieremæssigt, men hvis gavmildhed hjalp Satriani med at afbetale en overvældende kreditkortgæld som stammede fra indspilningen af hans første album(Not of this Earth). 
Da hans ven og tidligere elev Steve Vai efterhånden nu modtog berømmelse igennem sit samarbejde med ex. Van halen sangeren David Lee Roth (1986), omtalte Vai Satriani med rosende ord i flere interviews med guitar blade, bl.a. ”Guitar World Magazine” og ”Guitar Player”. I 1987 resulterede Joe Satrianis andet album ”Surfing with The Alien” i populære radiohits, og var den første fuldstændig instrumentale udgivelse, som havde opnået så høje placeringer på hitlisterne i mange år. I 1988 deltog Satriani i produceringen af EP’en ”The Eyes of Horror”, for bandet Possessed.
I 1989 udgav Satriani albummet ”Flying i en Blue Dream”. Det siges bl.a. at være inspireret af hans far, som døde under indspilningen af albummet. ”One Big Rush” medvirkede på soundtracket til Cameron Crowe filmen ”Say Anything ....”, ” The Forgotten Part II” i en Labatt Blue reklame i Canada, ”Can’t Slow Down” blev brugt til en biljagt sekvens i Don Johnsons Nash Bridges.
I 1992 udgav Satriani ”The Extremist”, hans mest anmelderroste og kommercielt mest succesfulde album til dato. Radiostationer over hele landet var hurtige til at lægge mærke til nummeret ”Summer Song”, som fik en stærk promovering, i kraft af at Sony gjorde brug af det i en reklamekampagne for deres nye discman. ”Cryin”, ”Friends”, og titelnummeret ”The Extremist” blev også til radiohits over det meste af USA.